# Кинема (река)
Кинема — река в Каргопольском районе Архангельской области России. Принадлежит бассейну реки Онега.
Длина Кинемы — 50 км. Площадь водосбора — ок. 100 км². Впадает в озеро Лача. Высота устья — 117 м над уровнем моря.
Крупнейшие притоки: Большая Хосима, Малая Хосима, Глухой.

## Археологические стоянки
В 1 км от устья Кинемы, на правом её берегу находится стоянка Попово II—I тысячелетия до н. э., которая была исследована М. Е. Фосс в 1928—1929 годах. Было найдено множество каменных орудий и 10 костяных изделий, и около 300 фрагментов глиняных сосудов «городищенского типа». В 1929 году экспедиция Государственного исторического музея, под руководством М. Е. Фосс, обнаружила на левом берегу реки Кинема (в 500 метрах от устья), на возвышении с болотной растительностью стоянку Веретье, имевшую два культурных слоя эпохи мезолита и среднего неолита, получивших названия Нижнее Веретьё и Верхнее Веретье. Стоянки Нижнее Веретьё, Веретьё 1, Попово относятся к археологической культуре Веретье. На торфяниковой стоянке Веретьё I был найден примитивный короб, свернутый из цельного листа бересты и скреплённый стеблем травянистого растения.
Для погребений из могильника Попово получены радиоуглеродные даты от 7150 л. н. до 9730 лет назад. Погребённые в мезолитическом могильнике Попово имеют теснейшее сходство с оленеостровцами Онежского озера, оба типа могут быть включены в единый кластер древнейшего европеоидного населения Восточной Европы, отличный от европеоидов Прибалтики и Украины. Исследование ДНК у двух индивидов с могильника Попово (Po2, Po4), живших 7,5 тыс. л. н., показало, что они имели митохондриальную гаплогруппу U4.
Анализ генома самой древней собаки, жившей 10,9 тыс. л. н. мезолитической стоянки Веретьё 1 и ещё 26 геномов древних собак показал, что в Европе, на Ближнем Востоке и в Сибири существовало как минимум пять основных генетических линий домашних собак, отличных друг от друга. Ещё несколько черепов собак известно со стоянки Нижнее Веретьё.
Стоянки Верхнее Веретье и Устье Кинемы относятся к памятникам типа Модлона. Стоянка на озере Лача у устья реки Кинемы относится к каргопольской культуре.
При раскопках многослойного поселения Веретье на Кинеме нашли серебряный дирхем (399 г.х. ~ 997—1011 гг.), который, судя по двум отверстиям у края, использовался в качестве подвески.